# Frontera entre Ghana i Costa d'Ivori
La frontera entre Ghana i Costa d'Ivori és la línia fronterera de traçats sud-nord que separa l'oest de Ghana de l'est de Costa d'Ivori  a l'Àfrica central, separant les regions ghaneses de Septentrional, Occidental, i Brong-Ahafo, dels districtes ivorians de Zanzan i Comoé. Té 668 km de longitud. Comença al nord al trifini entre ambdós països amb Burkina Faso i després anava cap al sud, fins al port ghanès de Beyin, al litoral del golf de Guinea (Oceà Atlàntic) 
Costa d'Ivori fou colònia francesa des de les últimes dècades del segle xix i va obtenir la seva independència en 1960. Ghana fou una colònia britànica des de la segona meitat del segle xix i va obtenir la seva independència en 1957. Han mantingut algunes disputes per la frontera marítima que s'han resolt darrerament.